# Віллем Жеббельс
Віллем Жеббельс (фр. Willem Geubbels, нар. 16 серпня 2001, Віллербанн) — французький футболіст, нападник швейцарського клубу «Санкт-Галлен».
Грав за юнацькі збірні Франції.

## Клубна кар'єра
Народився 16 серпня 2001 року в місті Віллербанн. Вихованець юнацьких команд місцевого однойменного клубу, звідки 2010 року перебрався до системи підготовки гравців ліонського «Олімпіка».
По ходу сезону 2017/18 почав залучатися до матчів другої команди ліонського клубу, тоді ж 16-річний нападник провів декілька ігор і за головну команду клубу.
19 червня 2018 року гравець, якому на той час не виповнилося і 17 років, за 20 мільйонів євро перейшов до «Монако». Більш-менш регулярно до ігор головної команди свого нового клубу почав залучатися лишу у другій половині 2020 року.

## Виступи за збірні
2016 року дебютував у складі юнацької збірної Франції (U-16), згодом залучався до лав юнацьких команд Франції старших вікових категорій.

## Титули і досягнення
- Володар Кубка Франції (1):

«Нант»: 2021–22